# Collège Louise-Michel à Paris
Le collège Louise-Michel, fondé en 1945, est situé dans le quartier de la Porte-Saint-Martin, un des quatre quartiers du  10e arrondissement de Paris, au 11, rue Jean-Poulmarch, sur les bords du canal Saint-Martin.

## Appellation
Le collège porte le nom de Louise Michel (1830-1905), une institutrice, militante anarchiste, franc-maçonne, aux idées féministes et l’une des figures majeures de la Commune de Paris.

## Construction
Le premier bâtiment est construit par les architectes Daniel et Lionel Brandon assistés de Raoul Brandon, sur un projet daté de 1933. La première tranche des travaux est achevée en juillet 1937, la construction est achevée en 1939 par Édouard Boegner. Un bas-relief réalisé en 1936 par François Bazin représentant une allégorie de l'enseignement orne la façade.
Au début des années 2000, le département de Paris souhaite restructurer et étendre le collège pour adapter ses locaux à une capacité de vingt classes, améliorer le fonctionnement de la restauration et augmenter les aires de récréation. Pour cela, il achète une parcelle située de l'autre côté de la rue Jean-Poulmarch, ce qui permettra la construction d'un second bâtiment. Le département de Paris demande à la ville de Paris de déclasser la voie au droit du bâtiment existant pour pouvoir éventuellement construire en surface afin d'assurer la liaison entre les deux bâtiments.
En septembre 2002, un concours d'architectes est lancé pour la construction d'un nouveau bâtiment sur la parcelle acquise, la restructuration du bâtiment existant et surtout la liaison entre les deux bâtiments afin d'assurer le passage des élèves ; la livraison de l'opération étant prévue à la rentrée scolaire 2005. Le projet retenu n'utilisant pas le fait que la voie ait été déclassée, le département de Paris n'est pas satisfait.
La situation est considérée comme un cas d'école et retenue comme sujet de concours sur le thème « Analyse critique d'un projet d'architecture ou d'aménagement avec contre-proposition » pour le « concours externe et interne pour le recrutement d'architectes et urbanistes » organisé en 2005 par le ministère des Transports, de l’Équipement, du Tourisme et de la Mer. Le sujet est :
- Vous établirez une note à destination du préfet, en vous interrogeant sur la pertinence de l'aménagement, en particulier sur les rapports entre la construction projetée et la rue ;
- vous procéderez à l'analyse architecturale et urbaine du projet ;
- vous proposerez éventuellement des modifications ou des solutions alternatives[4].

Le projet de l'atelier d'architecture Badia Berger est finalement retenu et l'ensemble constitué de deux bâtiments restructurés et étendus est livré en juin 2007.

## Établissement scolaire en 2013

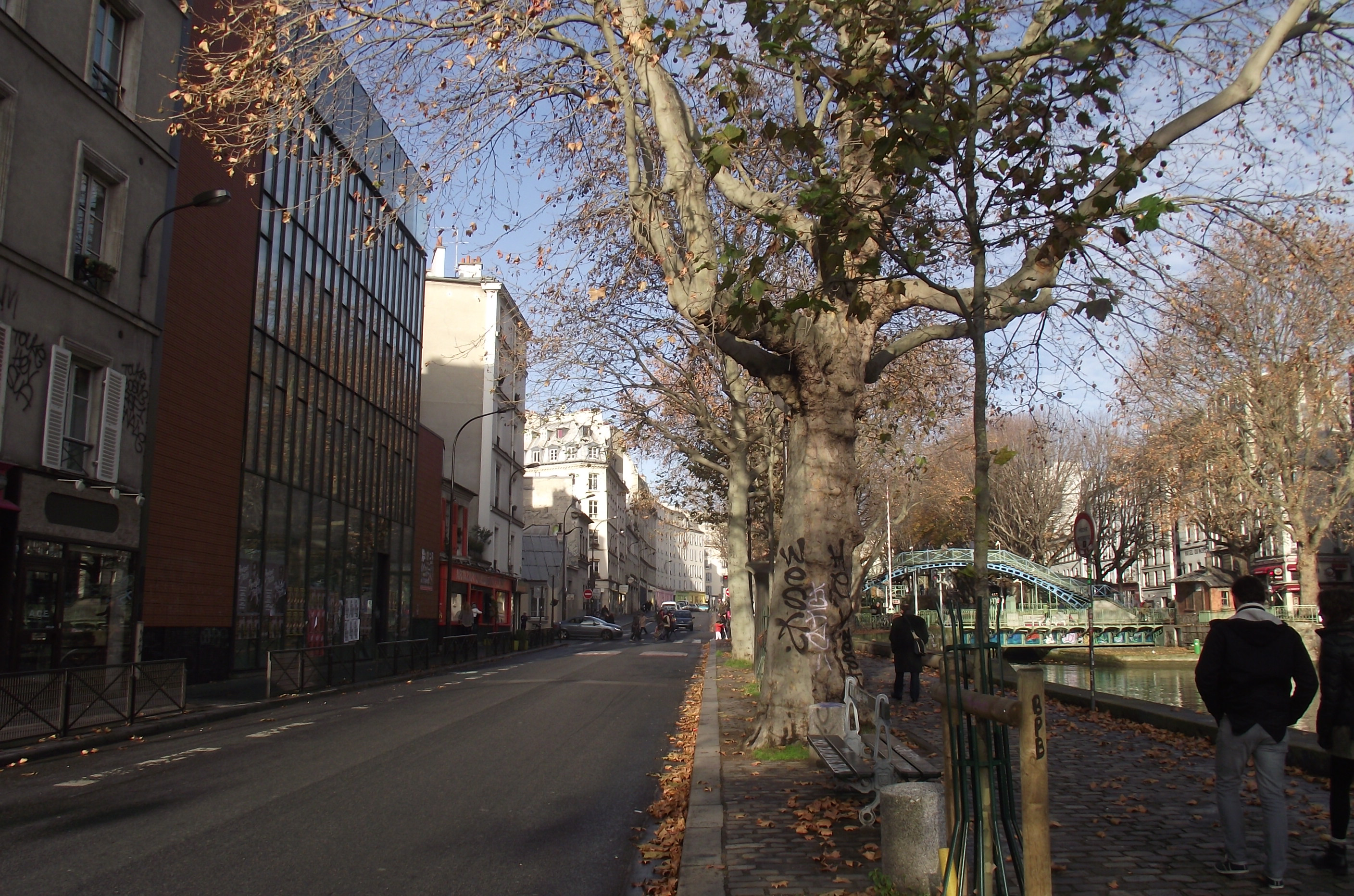
Le collège Louise-Michel et le canal Saint-Martin.

À la rentrée 2013, le collège accueille 502 élèves de vingt nationalités répartis en vingt classes sur quatre niveaux. Il héberge des sections bilangues d'environ 25 élèves chacune : anglais-allemand et anglais-espagnol. Le latin est proposé en classe de cinquième et le chinois en seconde langue,
Bilan de l’année 2013-2014 :
- Résultats au Brevet : 82,5 % de réussite (+12,5 %)
- Mentions : 46,03 % (TB 11,9 %, B 13,4 %, AB 20,6 %)
- Affectations en seconde : 2de GT : 79,1 %, 2de PRO : 18,5 %, redoublants 2,4 % (3 élèves) 47 % des élèves ont obtenu leur 1er vœu, 16 % leur 2e vœu, 8,8 % leur 3e vœu.

## Année scolaire 2014-2015
En 2014-2015, le collège accueille 516 élèves. 

## Spécificités
L'établissement est classé en zone d’éducation prioritaire (ZEP). Sa Principale a pour objectif de « faire vivre la diversité des élèves en permettant la réussite de tous ».
Qualifié de « collège solidaire » par le dispositif de socialisation et d'apprentissage mis en œuvre, il se distingue par l'option « découverte professionnelle », l'« atelier d'expression artistique », l'« atelier scientifique » et l'« atelier théâtre ».

## Pour approfondir